# Solera (cerveza)
Solera es una cerveza de Venezuela del segmento premium, fabricada por Cervecería Polar, una de las filiales de Empresas Polar.

## Historia
La marca sale al mercado el 6 de junio de 1955 en botellas retornables de 330 ml, con muy poca presencia a nivel nacional, en la década de los 80 cambia de imagen y se agrega al mercado la presentación de la lata de 295 ml. En 1991 la Cervecería Polar relanza al mercado Solera con grado alcohólico de 6º con la intención de diversificar su cartera de negocios, pese a que en ese momento Cerveza Polar, otra marca de la compañía, dominaba con el 90% las ventas en Venezuela.
La marca experimentó un crecimiento a finales de los noventa y con el cambio de gusto del consumidor venezolano de cerveza amarga a suave se decidió lanzar la versión ligera Solera Light. Solera se comercializa aparte de Venezuela en Aruba, Bonaire y Curazao. 
Para 2005 era la quinta cerveza más vendida de Venezuela con 5,3% del mercado.
Desde 2012 se lanza al mercado la colección Placeres Maestros que incluye los productos Märzen, Black, ALT, IPA, Kriek, Reserva y Kölsch; con el fin de diversificar aún más el portafolio cervecero. Cabe destacar que en el mercado venezolano hasta el momento son las únicas cervezas comerciales en su tipo (si se exceptúan las artesanales como la Tovar).

## Presentaciones

### Envases
- Botella Retornable 222 ml
- Botella no retornable 222ml
- Lata 250 ml (solera verde y azul)

### Tipos
- Solera Classic, helles, llamada también Solera verde debido al color de la botella.
- Solera Light o Solera azul, pale lager, íbidem (lanzada en 2003).
- Solera Märzen, märzenbier (lanzada en 2012).
- Solera Black, cerveza negra (lanzada en 2016). Desde 2018 descontinuada en espera de ser relanzada a futuro
- Solera Alt, altbier (lanzada en 2016). Desde 2018 descontinuada en espera de ser relanzada a futuro
- Solera IPA, India Pale Ale (lanzada en 2018).
- Solera Kriek, Lambic Kriek (lanzada en 2019)
- Solera Reserva, Wiener lager (lanzada en 2022)
- Solera Kölsch, Kölsch (lanzada en 2024)